# 吟松閣
吟松閣是台灣台北市北投區的一座建築。吟松閣興建於1934年，是日式木造旅館，建築及庭院擁有濃郁的日式特徵，被視為北投溫泉景觀的重要構成部分。吟松閣長期作為一座私營溫泉旅館使用，但於2014年停業。吟松閣也被列入台北市市定古蹟。

## 吟松閣砍人事件
武俠小說作家古龍於1980年在新北投吟松閣旅社飲酒，疑似因拒絕別人敬酒，遭到兩人殺傷，右手有殘廢之虞。在場的還有柯俊雄等人。本案起因至今仍無法確定。